# Кемерон Ноулз
Кемерон Ноулз (англ. Cameron Knowles, нар. 11 жовтня 1982, Окленд) — новозеландський футболіст та футбольний тренер, який працює асистентом головного тренера тренера клубу «Міннесота Юнайтед».

## Ігрова кар'єра

### Коледж і молодіжні команди
Ноулз грав у студентських турнірах за команду Університету Акрона, був капітаном команди на останньому курсі. Ноулз цементував захист «Акрона», який пропустив лише 3 голи в грі в лізі, та зробив 13 виносів м'яча у 2004 році. Він обирався до символічної збірної Всесередньоамериканської конференції, став у складі «Акрона» дворазовим переможцем конференції у 2002 та 2004 роках, і брав участь у складі «Акрона» у 4 турнірах студентської ліги поспіль. Він був обраний до другої команди «All-MAC» на першому та другому курсах, і обраний найкращим новачком року в «Акроні» у 2001 році. Крім того, Ноулз увійшов до почесного списку гравців університетської команди «College Soccer News». Свідченням його непохитності є те, що Ноулз зіграв у 49 іграх поспіль за свою кар'єру в «Акроні». Ноулз також грав у лізі резерву USL за «Чикаго Файр Прем'єр», зіграв 14 матчів і забив 2 голи в лізі. Крім того, Ноулз забив 3 голи під час квиступів «Файр» у Відкритому кубку Ламара Ганта 2004 року.

### Професійна кар'єра
Ноулз був задрафтований командою MLS «Реал Солт-Лейк» у четвертому раунді додаткового драфту MLS 2005 року, ставши першим гравцем «Акрон Зіпс», який був задрафтований командою MLS. Він дебютував у професійному футболі 22 червня 2007 року в матчі проти «Лос-Анджелес Гелаксі», та відіграв 346 хвилин у 4 матчах сезону за новачка в MLS, але в 2006 році взагалі не з'являвся на полі, та наприкінці року був відрахований з команди.
У 2007 році Ноулз підписав контракт із клубом USL «Портленд Тімберз», та зіграв у всіх 28 матчах регулярного сезону у своєму дебютному сезоні за команду, забив 2 голи, та був названий одним із трьох фіналістів щорічної номінації «Кращий захисник Першого дивізіону USL». Він зіграв у стартовому складі у 29 із 30 матчів за «Тімберз» у 2008 році, і увійшов до другої команди всіх зірок ліги Першого дивізіону USL.
У серпні 2009 року Ноулз отримав серйозну травму ноги в Монреалі, та вибув з гри на решту сезону 2009 та частину 2010 року.26 липня 2011 року футболіст став гравцем клубу «Монреаль Імпакт». Ноулз провів 8 матчів за монреальську команду до завершення кар'єри в кінці 2011 року. 12 жовтня 2011 року він був відрахований з команди.

### Міжнародна кар'єра
Кемерон Ноулз був включений до складу юнацької збірної Нової Зеландії віком гравців до 17 років на юніорський чемпіонат світу, але не брав участі в турнірі, оскільки зламав ногу за 3 тижні до першого матчу.

## Тренерська кар'єра
26 січня 2012 року команда MLS «Портленд Тімберз» повідомила про призначення Ноулза до тренерського штабу як асистента головного тренера Джона Спенсера.
5 січня 2024 року Ноулза було призначено виконуючим обов'язки головного тренера клубу «Міннесота Юнайтед» після відходу Шона Маколі.